# Roger Vercel
Roger Vercel, all'anagrafe Roger Cretin (Le Mans, 8 gennaio 1894 – Dinan, 26 febbraio 1957), è stato uno scrittore francese.

## Biografia
L'inizio della prima guerra mondiale lo interruppe a studiare lettere, e perse la vista. A causa di una carenza di ufficiali dell'esercito, tornò a Saint-Cyr.
Tornò a Dinan, dove nel 1921 fu nominato professore presso la Facolta di Lettere. Successivamente conseguì il dottorato in lettere nel 1927, con una tesi dal titolo: The images in the work of Corneille. L'Académie française gli assegnò il premio Saintour per la storia letteraria.
I suoi ricordi di guerra lo portarono a scrivere i libri: Our Father Trajan, Captain Conan, Lena, ma il tema marittimo lo ispirò di più.
Vinse il Premio Femina nel 1932 e il Premio Goncourt nel 1934 per Capitain Conan.
Molte delle sue opere furono portati in televisione:
- Trailers, 1941 (dir. Jean Gremillion, con Jean Gabin, Michèle Morgan, Madeleine Renaud, Fernand Ledoux)
- Duguesclin, 1949 (dir. Bernard de Latour, con Gisele Casadesus, Louis de Funès Gérard Oury)
- The murky waters, 1949 (dir. Henri Calef, con Jean Vilar, Ginette Leclerc, André Valmy, Mouloudji).
- The great bulwarks, 1954 (dir. Jacques Pinoteau Courcel Nicole Marie Mansard, Jean-Pierre Mocky)
- Capitaine Conan, 1996 (dir. Bertrand Tavernier, Philippe Torreton, Samuel Le Bihan, Bernard Le Coq)

## Opere

### Studi
- Les images dans l'œuvre de Corneille, thèse pour le doctorat ès lettres, A. Olivier, 1927.
- Lexique comparé des métaphores dans le théâtre de Corneille et de Racine, thèse complémentaire pour le doctorat ès-lettres, A. Olivier, 1927.
- Un programme d'éducation générale in Disciplines d'action, Vichy, Paris, Commissariat général à l'éducation générale et aux sports, 1942.

### Romanzi
- Notre père Trajan, Albin Michel, 1930.
- En Dérive, Albin Michel, 1931.
- Au Large de l'Eden, Albin Michel, 1932.
- Le maître du rêve, Albin Michel, 1933.
- Capitaine Conan, Albin Michel, 1934.
- Remorques, Albin Michel, 1935. Les Bibliophiles de France, 1957
- Léna, Albin Michel, 1936.
- Sous le pied de l'archange, Albin Michel, 1937.
- Jean Villemeur, Albin Michel, 1939.
- La Hourie, Albin Michel, 1942.
- Aurore boréale, Albin Michel, 1947.
- La caravane de Pâques, Albin Michel, 1948. (illustrazioni di Frédéric Back)
- La fosse aux vents :
  - I.- Ceux de la Galatée, Albin Michel, 1949.
  - II.- La peau du Diable, Albin Michel, 1950.
  - II.- Atalante, Albin Michel, 1951.
- Visage perdu, Albin Michel, 1953.
- L'Île des revenants, Albin Michel, 1954.
- Été indien, Albin Michel, 1956.

### Biografie
- Du Guesclin, Albin Michel, 1932; Éditions Arc-en-ciel, 1944 (illustrazioni di Frédéric Back); Edizione de la Nouvelle France, 1944 (illustrazioni di Jacques Lechantre).
- Le Bienheureux Charles de Blois, Albin Michel, 1942.
- Nos vaillants capitaines, Impr. de Curial-Archereau, 1945.